# Antraigues-sur-Volane

Antraigues-sur-Volane este o comună în departamentul Ardèche din sud-estul Franței. În 1 ianuarie 2018 avea o populație de 531 de locuitori.